# Tabanus medionotatus
Tabanus medionotatus är en tvåvingeart som beskrevs av Austen 1912. Tabanus medionotatus ingår i släktet Tabanus och familjen bromsar. Inga underarter finns listade i Catalogue of Life.